# Rubus incarnatus
Rubus incarnatus är en rosväxtart som beskrevs av P. J. Müll.. Rubus incarnatus ingår i släktet rubusar, och familjen rosväxter.

## Underarter
Arten delas in i följande underarter:
- R. i. albiflorus
- R. i. subincertus
- R. i. leventii
- R. i. brevispinus